# Montemor-o-Velho
Montemor-o-Velho is een plaats en gemeente in het Portugese district Coimbra. Het ligt aan de rivier de Mondego.
De gemeente heeft een totale oppervlakte van 229 km² en telde 25.478 inwoners in 2001.

## Geschiedenis
Het kasteel van Montemór werd voor het eerst genoemd in 714, ten tijde van de verovering van het Iberisch Schiereiland door de moslims. In 1034 veroverde Gonçalo Trastemires het kasteel op de moslims.

## Geboren in Montemor-o-Velho
- Fernão Mendes Pinto (1509?-1583), Portugese ontdekkingsreiziger en schrijver
- Diogo de Azambuja (1432-1518), Portugese ontdekkingsreiziger

## Kernen
- Abrunheira
- Arazede
- Carapinheira
- Ereira
- Gatões
- Liceia
- Meãs do Campo
- Montemor-o-Velho
- Pereira
- Santo Varão
- Seixo de Gatões
- Tentúgal
- Verride
- Vila Nova da Barca